# Taça Círculo de Periódicos Esportivos de 1966
A Taça Círculo de Periódicos Esportivos (Trofeo Prensa Deportiva) de 1966 foi uma competição de futebol disputada em Caracas, e teve como campeão o Botafogo.

## Partidas
| 19 de janeiro de 1966 | Santos   | 1 – 2 | Botafogo                   | Estádio Universitário, Caracas Árbitro: José Varrone |
|                       | Pelé 82' |       | Gérson 36' · Jairzinho 84' |                                                      |

- Santos: Gilmar, Carlos Alberto, Mauro, Orlando e Geraldino (Zé Carlos); Zito (Salomão) e Mengálvio; Dorval (Lima), Toninho, Pelé e Pepe (Abel). Técnico: Lula.
- Botafogo: Manga, Joel, Adevaldo, Dimas e Rildo; Élton e Gérson; Jairzinho, Roberto, Bianchini (Sicupira) e Afonsinho. Técnico: Admildo Chirol.

| 22 de janeiro de 1966 | Botafogo                                 | 3 – 0 | Santos | Estádio Universitário, Caracas Árbitro: Rui Yañes |
|                       | Roberto Miranda 40' · Bianchinni 49' 77' |       |        |                                                   |

- Botafogo: Manga, Joel, Adevaldo (Zé Carlos), Dimas e Rildo; Élton e Gérson; Jairzinho, Roberto, Bianchini (Parada) e Afonsinho. Técnico: Admildo Chirol.
- Santos: Cláudio (Gilmar), Carlos Alberto, Oberdan, Orlando e Geraldino; Zito e Lima; Dorval, Toninho, Pelé e Abel. Técnico: Lula.

Nota: BOTAFOGO FR, CAMPEÃO DO TROFÉU PERIÓDICOS ESPORTIVOS DE CARACAS